# Brazeau Reservoir
Brazeau Reservoir är en reservoar i Kanada.   Den ligger i provinsen Alberta, i den centrala delen av landet, 3 000 km väster om huvudstaden Ottawa. Brazeau Reservoir ligger 951 meter över havet. Arean är 8,9 kvadratkilometer. Den sträcker sig 5,6 kilometer i nord-sydlig riktning, och 4,7 kilometer i öst-västlig riktning.
I omgivningarna runt Brazeau Reservoir växer i huvudsak blandskog. Runt Brazeau Reservoir är det mycket glesbefolkat, med 2 invånare per kvadratkilometer.